# (15451) 1998 XK42
A (15451) 1998 XK42 a Naprendszer kisbolygóövében található aszteroida. A LINEAR projekt keretében fedezték fel 1998. december 14-én.